# NGC 2442
NGC 2442 (другие обозначения — ESO 59-8, AM 0736-692, IRAS07367-6924, PGC 21373) — искажённая галактика в созвездии Летучая Рыба.
Этот объект входит в число перечисленных в оригинальной редакции «Нового общего каталога».
В галактике вспыхнула сверхновая SN 2015F типа Ia, её пиковая видимая звездная величина составила 16,8.
Галактика NGC 2442 входит в состав группы галактик NGC 2442. Помимо NGC 2442 в группу также входят NGC 2397, NGC 2434 и PGC 20690.

## Характеристика
Галактика необычной S-образной формы находится в созвездии Летучей Рыбы, расположенном в южном полушарии неба. Её странные очертания — результат её столкновения с другой галактикой, которое произошло в прошлом. Это событие запустило активные процессы звёздообразования в некоторых участках галактики, так как возникшие при «аварии» приливные силы сжали облака газа, уплотнив их достаточно для начала образования новых звёзд.